# Lucena del Cid
Pour la ville de la province de Cordoue, voir Lucena.
Lucena del Cid (en castillan) ou Llucena en valencien (les deux appellations étant co-officielles), est une commune d'Espagne de la province de Castellón dans la Communauté valencienne. Elle est située dans la comarque de l'Alcalatén et dans la zone à prédominance linguistique valencienne.

## Géographie

Localisation de Lucena del Cid
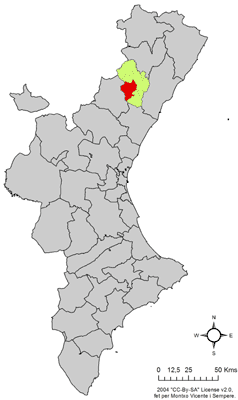
dans la Communauté valencienne.
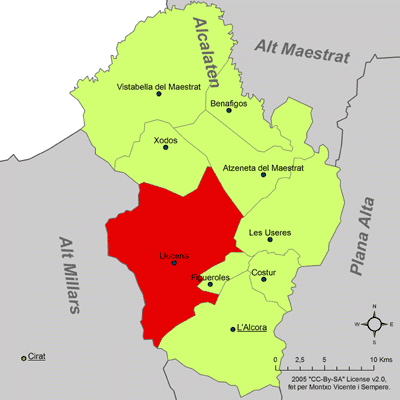
dans la comarque de l'Alcalatén.